# Busalbo
Busalbo (em latim: Busalbus) foi um oficial bizantino do século V, ativo durante o reinado de Zenão (r. 474–475; 475–491). Em 479, lutou ao lado dos rebeldes Marciano e Procópio Antêmio contra o imperador. Quando a revolta foi debelada, fugiu com Procópio para junto de Teodorico Estrabão na Trácia, que se recusou a entregá-los. Não é claro qual ofício ocupou, mas é possível que fosse tribuno militar e comandasse uma unidade em ou perto de Constantinopla.